# Тавтограма
Тавтограма (от гръцки Ταυτό – едно и също нещо) – стихотворение, в което всички думи започват с една и съща буква. Жанрът съчетава звукова повторяемост с художествена изразност. В българската съвременна поезия тавтограмата се среща най-често под формата на кратко лирическо четиристишие.

## Примери
Примери за тавтограми са следните стихове, написани от съвременния български поет Герман Щърбанов:

### Минута мълчание
Морето милва мрака мелодичен,  

музика маякът мраморен мълви;  

мига мегацветно месец магнетичен,  

мержелеят меки, мрежести мъгли.

### Тук
Тъмнина, тресавища, трънеста тел,  

траншеи, торища, тиня, тръстика.  

Термити трамбоват темели, тунел.  

Тук търпеливо труд тежък те тикат.

### Двусъние
Дългият ден дъждоструйно догаря,  

дъх детелинов довява дъжда.  

Диплят дерета, друми, дъбрави  

дъхаво девствена, дивна дъга.

## Външни източници
- Статия за тавтограмата в руската Уикипедия
- Tautogram в английската Уикипедия
- Тавтограма в украинската Уикипедия

## Вижте още
- Алитерация
- Асонанс
- Фигури на речта
- Поезия